# 非对称关系
在數學中，非對稱關係（英語：Asymmetric relation）是二元關係的一種。若集合 {\displaystyle X} 上的二元關係 {\displaystyle R} 為非對稱關係，則對於所有 {\displaystyle a,b\in X}，{\displaystyle (a,b)\in R\implies (b,a)\not \in R}。換句話說，如果 {\displaystyle a} 至 {\displaystyle b} 存在關係，則 {\displaystyle b} 至 {\displaystyle a} 不存在關係。 

## 正式定義
一個定義於 {\displaystyle X} 上的二元關係 {\displaystyle R} 是 {\displaystyle X\times X} 的任何子集。給定 {\displaystyle a,b\in X}，我們將 {\displaystyle (a,b)\in R} 簡寫為 {\displaystyle aRb}，讀作「{\displaystyle a} 至 {\displaystyle b} 存在關係 {\displaystyle R}（{\displaystyle a} is related to {\displaystyle b} by {\displaystyle R}）」。
如果對於所有 {\displaystyle a,b\in X}，若 {\displaystyle aRb}，則 {\displaystyle b\not Ra}（也就是 {\displaystyle (a,b)\in R\implies (b,a)\not \in R} ），則我們稱 {\displaystyle R} 是非對稱的。以一階邏輯的形式可以寫成：
{\displaystyle \forall a,b\in X:aRb\implies \lnot (bRa)}
一個邏輯等價的定義如下：對於所有 {\displaystyle a,b\in X}，{\displaystyle aRb} 與 {\displaystyle bRa} 中至少有一為假。以一階邏輯的形式可以寫成：
{\displaystyle \forall a,b\in X:\lnot (aRb\wedge bRa)}
非對稱關係的一個例子是定義於實數上的「小於關係」，亦即 {\displaystyle R=\{(a,b)\ |\ a<b\}}。由於當 {\displaystyle a} 小於 {\displaystyle b} 時，{\displaystyle b} 一定不小於 {\displaystyle a}，因此 {\displaystyle R} 是非對稱的。另一方面，「小於等於關係」則不是非對稱的，因為當 {\displaystyle a=b} 時，{\displaystyle a\leq b} 和 {\displaystyle b\leq a} 會同時成立，不符合非對稱關係的定義。
非對稱關係不代表對稱關係的相反，上述的「小於等於關係」既不是非對稱關係，也不是對稱關係；而「空關係（{\displaystyle R=\emptyset }）」是唯一同時是非對稱關係，也是對稱關係的關係。
非對稱關係（Asymmetric）與反對稱關係（Antisymmetric）的差異在於：反對稱關係容許自反性，{\displaystyle (a,a)} 可以屬於 {\displaystyle R}，而非對稱關係不允許。如上述的「小於等於關係」即是反對稱關係的一例。

## 特性
- 一個關係為非對稱的，若且唯若該關係為反對稱且非自反的[2]。
- 對於一個非對稱關係 {\displaystyle R}，對其施加限制或求其逆關係後，該關係同樣是非對稱的。例如，由「{\displaystyle <}」定義的關係是非對稱關係（若 {\displaystyle a<b} 則 {\displaystyle b\not <a}），若將集合從實數限縮至整數，該關係同樣是非對稱的；求該關係的逆關係「{\displaystyle >}」，該逆關係同樣是非對稱的。
- 一個遞移關係為非對稱的，若且唯若該關係為非自反的[3]：若存在 {\displaystyle aRb} 且 {\displaystyle bRa} 使得該關係不是非對稱，則由遞移性可得到 {\displaystyle aRa}，使得該關係同樣不是非自反關係。
- 一個關係為遞移性的且非對稱的，若且唯若該關係為嚴格偏序的。
- 一個非對稱關係不一定是全關係。例如，由「嚴格子集」定義的關係是非對稱關係（若 {\displaystyle A\subset B} 則 {\displaystyle B\not \subset A}），但不是全關係（{\displaystyle \{1,2\}\not \subset \{3,4\}} 又 {\displaystyle \{3,4\}\not \subset \{1,2\}}）。